# Humberto de Alencar Castelo Branco
Nguyên soái Humberto de Alencar Castelo Branco (phát âm tiếng Bồ Đào Nha: (ngày 20 tháng 9 năm 1897 đến ngày 18 tháng 7 năm 1967) là một nhà lãnh đạo quân sự và chính trị gia Braxin. Ông từng là Tổng thống đầu tiên của chính phủ quân sự Brasil sau cuộc đảo chính quân sự năm 1964. Castelo Branco đã bị giết trong một vụ va chạm máy bay vào tháng 7 năm 1967, ngay sau khi nhiệm kỳ tổng thống của ông ta kết thúc.

## Nền tảng gia đình
Castelo Branco sinh ra trong một gia đình giàu có ở đông bắc Brasil. Cha của ông, Cândido Borges Castelo Branco, là một tướng. Mẹ của ông, Antonieta Alencar Castelo Branco, đến từ một gia đình trí thức (bao gồm nhà văn José de Alencar).
Ông kết hôn với Argentina Vianna, và có hai con, Nieta và Paulo. [

## Binh nghiệp
Castelo Branco gia nhập quân đội Brasil năm 1918. Ông là sinh viên của trường quân sự Escola Militar de Realengo ở Rio de Janeiro, và năm 1921 ông gia nhập Trung đoàn 12 Bộ Binh tại Belo Horizonte. Năm 1927 ông trở lại trường quân sự của mình như là một hướng dẫn bộ binh. Ông được thăng lên làm thuyền trưởng năm 1938. Là một thuyền trưởng, ông đã học ở Anh.
Castelo Branco được thăng cấp một trung tá năm 1943. Trong Thế chiến II, ông là một đại tá của Lực lượng Viễn chinh Braxin, đã chiến đấu ở Ý chống lại Đức. Ông từng là "Trưởng bộ phận hoạt động" ("chefe de seção de operações") và được cho là đã trải qua 300 ngày trong các khu vực chiến đấu.
Sau đó, Castelo Branco đã viết nhiều nghiên cứu học thuật và các luận văn về tiến hành chiến tranh. Ông được bổ nhiệm làm Tổng tham mưu của quân đội do Tổng thống João Goulart năm 1963 và một viên chức dự bị vào năm 1964.

## Sự nghiệp chính trị
Castelo Branco đã trở thành một trong những nhà lãnh đạo cuộc đảo chính Brasil năm 1964 lật đổ Goulart và kết thúc Cộng hòa Brasil thứ hai. Ngày 11 tháng 4, Quốc hội đã bầu ông làm tổng thống để phục vụ trong thời gian còn lại của thời hạn Goulart và ông đã tuyên thệ nhậm chức vào ngày 15 tháng 4 năm 1964.
Castelo Branco là Nguyên soái thứ hai của Brasil trở thành Tổng thống của quốc gia thông qua cuộc đảo chính, người đầu tiên là Deodoro da Fonseca, người đã cai trị Đế quốc Pedro II của Brasil vào năm 1889, đã chấm dứt đế quốc Brasil và thành lập Cộng hòa Brasil đầu tiên.